# ال گرینگو
ال گرینگو (به اسپانیایی: El Gringo) نام یک فیلم سینمایی آمریکایی محصول سال ۲۰۱۲ به کارگردانی؛ ادواردو رودریگز، تولید شده توسط کمپانی؛ افتر دارک فیلمز نوشته شده توسط جاناتان استوکس، و با بازی اسکات ادکینز، کریستین اسلیتر و ایوت یاتس است.

## خلاصه داستان
داستان این فیلم دربارهٔ مردی با یک گذشتهٔ خونین هست که در حال عبور از مکزیک با یک کیف پر از پول هست. اما در ادامه او خود را تحتِ حمله ای ناگهانی در شهر خواب آلود ال فرُنتارس می‌یابد.